# 伊丽莎白·班内特
伊丽莎白·班内特（Elizabeth Bennet）是英国小说家珍·奥斯汀最著名的小说《傲慢与偏见》裡的女主角。小说围绕着她寻找真爱和快乐而展开，着重描写她和外表冷漠的达西先生之间的故事。她被认为是奥斯汀创作的人物里面最受欢迎最可爱的女主角之一，也是英国文学作品里面最受欢迎的女主角之一。
伊丽莎白在班内特家五个女儿里面排行老二，被认为最博学和最机智的。而她的姐姐珍·班内特（Jane Bennet）是班内特五姐妹中最年长的一个，也是公认最美丽的一个。宾利先生是他们的邻居，追求珍。达西先生是宾利先生的朋友，也是一位富有的年轻人，在一场公共舞会闯入了她们的生活。宾利先生建议达西和伊丽莎白跳舞，达西却说：“她还没有漂亮到可以打动我的地步。”两人误会由此展开。后来经历了很多事情后，才发现傲慢后面隐藏着真诚，对方才是自己的真爱。

## 扮演过伊丽莎白的著名演员
- 葛丽亚·嘉逊（葛麗·嘉遜）于1940年好莱坞经典电影《傲慢与偏见》里面扮演伊丽莎白。
- 詹妮弗·埃勒（詹妮弗·艾莉）于1995年BBC电视版本的《傲慢与偏见》里面扮演伊丽莎白。
- 艾西瓦娅·巴克罕在2005年宝莱坞根据《傲慢与偏见》改编的电影《新娘与偏见》里面扮演Lalita Bakshi(基于伊丽莎白改写的角色) 。
- 凯拉·奈特利在2005年电影《傲慢与偏见》里面扮演伊丽莎白。
- 莉莉·詹姆斯在2016年电影《傲慢與偏見與殭屍》里面扮演伊丽莎白。

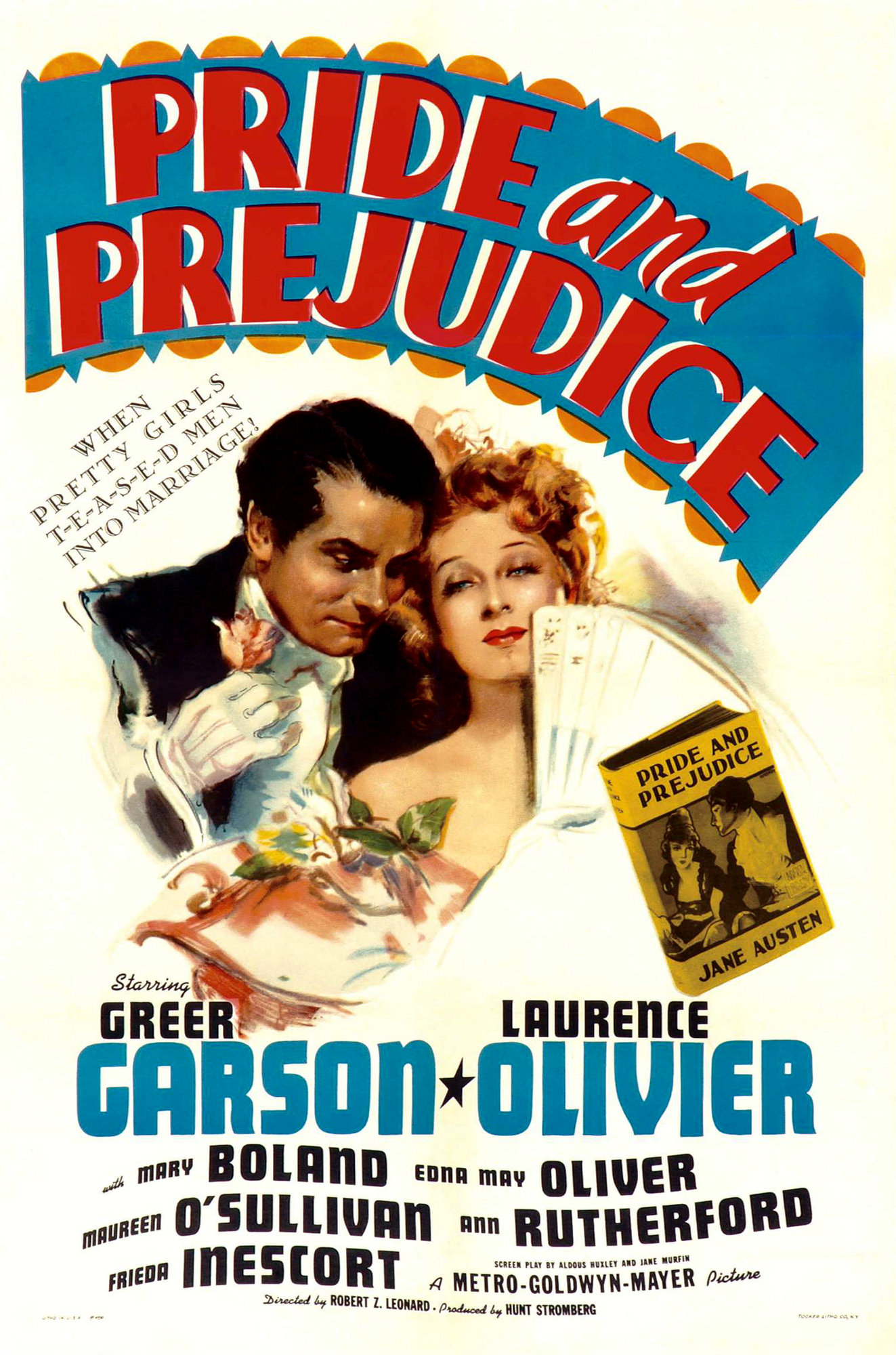
劳伦斯·奥利弗和葛丽亚·嘉逊在1940年版本中扮演达西和伊丽莎白。

### 其他演员
- 1938年: 柯里圭·路易（Curigwen Lewis）出演第一个电视版本的《傲慢与偏见》，已经没有任何资料遗存。
- 1952年: 安·巴斯克特（Ann Baskett）出演英国电视改编版本，演对手戏的是彼得·库欣（Peter Cushing）。
- 1958年: 简·唐斯（Jane Downs）和艾伦·巴迪尔（Alan Badel）联袂出演英国电视改编版本《菲茨威廉·达西》。
- 1967年: 希莉亚·班纳曼(Celia Bannerman)在纪念珍·奥斯汀逝世150周年的电影版本中出演伊丽莎白，这是第一部根据小说改编的彩色电影。
- 1980年: Elizabeth Garvie 在BBC改编的电视版本《傲慢与偏见》出演伊丽莎白，演对手戏的是David Rintoul。
- 2003年: Kam Heskin 在2003年电影版本《傲慢与偏见》出演伊丽莎白。